# Деян Лозев
Деян Лозев е български футболист, защитник.

## Кариера
Лозев е мобилизиран за първия си мач за националния отбор на 8 октомври 2019 г. Очаква се да играе в мачовете за квалификациите за Европейското първенство по футбол 2020 срещу Черна Гора и Англия съответно на 11 и 14 октомври, заменяйки контузения Страхил Попов.